# Cephalodromia xanthogramma
Cephalodromia xanthogramma är en tvåvingeart som först beskrevs av Hesse 1938.  Cephalodromia xanthogramma ingår i släktet Cephalodromia och familjen svävflugor. Inga underarter finns listade i Catalogue of Life.